# Joan Armatrading
Joan Anita Barbara Armatrading (Basseterre, 9 de dezembro de 1950) é uma cantora, compositora e guitarrista britânica.